# Alex Harvey (sciatore)
Alex Harvey (Saint-Ferréol, 7 settembre 1988) è un ex fondista canadese, campione del mondo nella 50 km a Lahti 2017.
È figlio del fondista e ciclista Pierre, a sua volta atleta di alto livello.

## Biografia
In Coppa del Mondo ha esordito il 9 febbraio 2008 a Otepää (46°), ha ottenuto il primo podio il 18 gennaio 2009 a Whistler (3°) e la prima vittoria il 18 gennaio 2014 a Szklarska Poręba.
In carriera ha preso parte a tre edizioni dei Giochi olimpici invernali, Vancouver 2010 (21° nella 15 km, 32° nella 50 km, 9° nell'inseguimento, 4° nella sprint a squadre, 7° nella staffetta), Soči 2014 (non conclude la 15 km, 19° nella 50 km, 19° nella sprint, 17º nello skiathlon, 12° nella sprint a squadre) e Pyeongchang 2018 (7º nella 15 km, 4º nella 50 km, 32º nella sprint, 8º nella sprint a squadre, 8º nello skiathlon), e a sei dei Campionati mondiali, vincendo cinque medaglie.

## Palmarès

### Mondiali
- 5 medaglie:
  - 2 ori (sprint a squadre a Oslo 2011; 50 km a Lahti 2017)
  - 1 argento (sprint a Falun 2015)
  - 2 bronzi (sprint a Val di Fiemme 2013; skiathlon a Falun 2015)

### Mondiali juniores
- 3 medaglie:
  - 1 argento (10 km a Malles Venosta 2008)
  - 2 bronzi (10 km, inseguimento a Tarvisio 2007)

### Coppa del Mondo
- Miglior piazzamento in classifica generale: 3º nel 2014 e nel 2017
- 15 podi (12 individuali, 3 a squadre):
  - 3 vittorie (2 individuali, 1 a squadre)
  - 7 secondi posti (individuali)
  - 5 terzi posti (3 individuali, 2 a squadre)

#### Coppa del Mondo - vittorie
| Data            | Località         | Nazione | Spec.                  |
| --------------- | ---------------- | ------- | ---------------------- |
| 18 gennaio 2014 | Szklarska Poręba | Polonia | SP TL                  |
| 15 gennaio 2017 | Dobbiaco         | Italia  | TS TL (con Len Valjas) |
| 21 gennaio 2017 | Ulricehamn       | Svezia  | 15 km TL               |

Legenda:

TL = tecnica libera

SP = sprint

TS = sprint a squadre

#### Coppa del Mondo - competizioni intermedie
- 18 podi di tappa:
  - 6 vittorie
  - 7 secondi posti
  - 5 terzi posti

##### Coppa del Mondo - vittorie di tappa
| Data             | Località | Nazione  | Competizione | Disciplina  |
| ---------------- | -------- | -------- | ------------ | ----------- |
| 16 marzo 2012    | Falun    | Svezia   | Finali       | 3,75 km TL  |
| 28 dicembre 2013 | Oberhof  | Germania | Tour de Ski  | 4,5 km TL   |
| 15 marzo 2014    | Falun    | Svezia   | Finali       | 30 km ST    |
| 17 marzo 2017    | Québec   | Canada   | Finali       | SP TL       |
| 18 marzo 2018    | Falun    | Svezia   | Finali       | 15 km TL PU |
| 24 marzo 2019    | Québec   | Canada   | Finali       | 15 km TL PU |

Legenda:

TL = tecnica libera

SP = sprint

PU = inseguimento

ST = skiathlon